# Château de Tauchritz
Le château de Tauchritz est un château allemand situé à Tauchritz, village dépendant de la commune de Görlitz en Saxe. Il se trouve à l'est du village, près du lac de Berzdorf.

## Historique

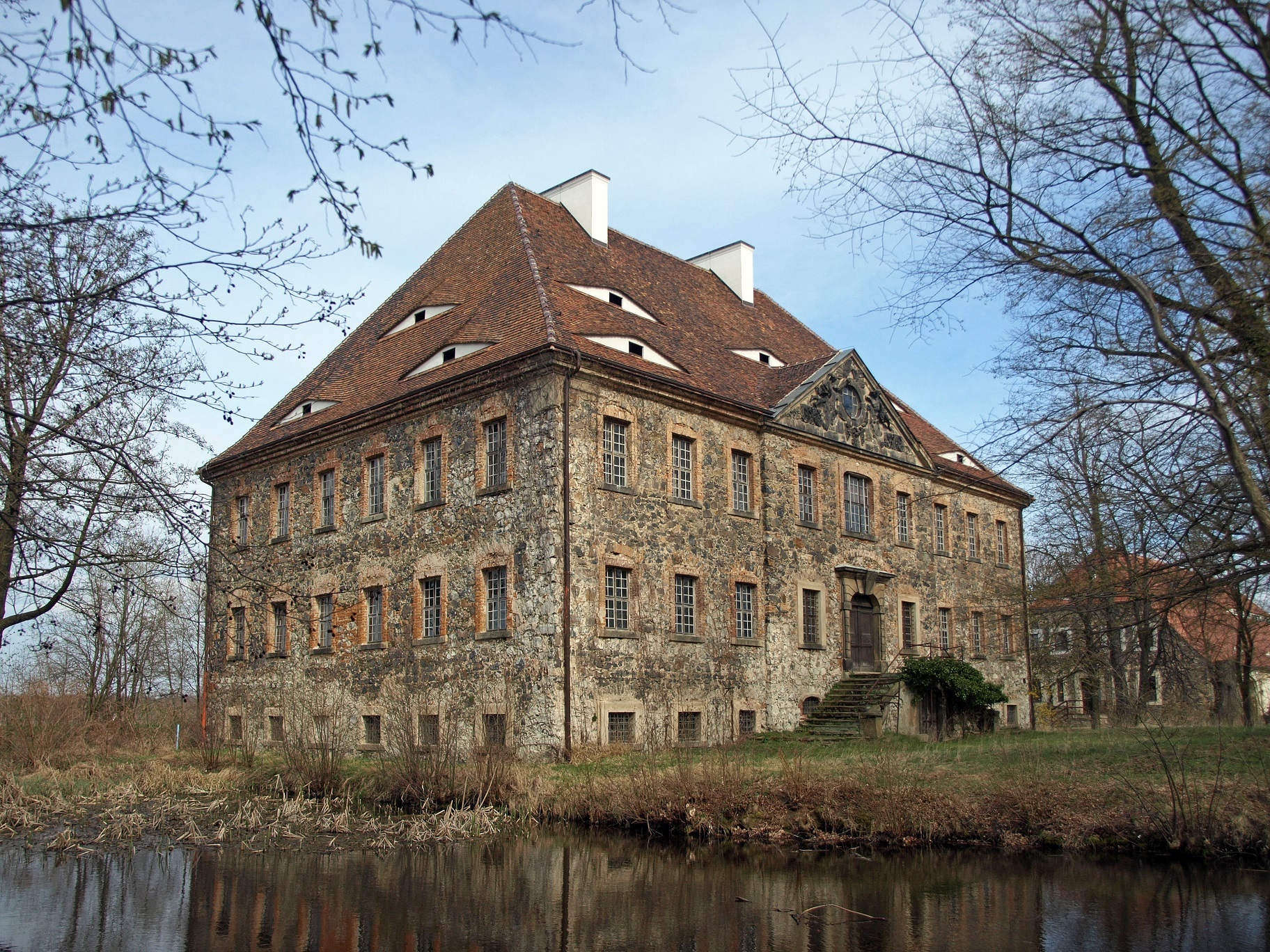
Façade nord du château

Un domaine seigneurial est nommé ici en 1306. Il appartenait au seigneur Nikol von Neuershove. Il est construit sur des piliers de chêne dans une zone marécageuse et il est entouré de douves. La famille des seigneurs de Bieberstein en est propriétaire entre 1349 et 1422, puis la famille von Gersdorf. Georg von Warnsdorf l'achète en 1611, ainsi que le domaine, pour vingt-cinq mille thalers. Il est partiellement détruit par un incendie en 1683 et Maria Sidonia von Warnsdorf le fait reconstruire en style classico-baroque entre 1686-1687. C'est un bâtiment simple et massif quadrangulaire entouré d'eau sur trois côtés.
Le château est acheté par l'abbaye de Joachimstein (aujourd'hui en Pologne) en 1749. Il est nationalisé en 1945 et sert d'école jusqu'en 1987, où il est abandonné. Il est aujourd'hui propriété privée et nécessite une restauration importante.

## Source
- (de) Cet article est partiellement ou en totalité issu de l’article de Wikipédia en allemand intitulé « Wasserschloss Tauchritz » (voir la liste des auteurs).